# Кантоны департамента Крёз
Кантоны департамента Крёз — всего в департамент Крёз входят 27 кантонов.

## ОкругОбюссон
Всего 12 кантонов.
- Обюссон (кантон)
- Озанс (кантон)
- Бельгард-ан-Марш (кантон)
- Шамбон-сюр-Вуэз (кантон)
- Шенерай (кантон)
- Ла-Куртин (кантон)
- Крок (кантон)
- Эво-ле-Бен (кантон)
- Фельтен (кантон)
- Жантиу-Пижроль (кантон)
- Руайер-де-Вассивьер (кантон)
- Сен-Сюльпис-ле-Шан (кантон)

## ОкругГере
Всего 15 кантонов.
- Аэн (кантон)
- Беневан-л’Аббеи (кантон)
- Бонна (кантон)
- Бурганёф (кантон)
- Буссак (кантон)
- Шатлю-Мальвале (кантон)
- Дён-ле-Палестель (кантон)
- Ле-Гран-Бур (кантон)
- Гере-Северный (кантон)
- Жарнаж (кантон)
- Понтарьон (кантон)
- Сен-Вори (кантон)
- Ла-Сутеррен (кантон)
- Гере-Юго-Восточный (кантон)
- Гере-Юго-Западный (кантон)